# Little Airplane Productions, Inc.
Little Airplane Productions, Inc. fue una empresa de animación americana fundada el 1999 por Josh Selig y Lori Shaer, ha creado variadas series de animación.
En junio de 2023, Little Airplane Productions cesó operaciones después de que fuera reemplazada por Terribly Terrific! Productions.

## Clientes de Little Airplane
- Noggin
- Nickelodeon / Nick Jr.
- Honest Entertainment
- Discovery Kids
- Sesame Workshop

## Programas Creados por Little Airplane Productions
- Las mascotas maravilla (Para Nick Jr.)
- Piper O'Possum (Antigua mascota de Nick Jr)
- Go, Baby! (Para Playhouse Disney)
- Linny the Guinea Pig
- Oobi (Para Noggin)
- 3rd & Bird